# Дијадема
Дијадема или дијадем је врста круне карактеристична за некадашње оријенталне монархе и чланове краљевских породица. Назив јој долази од грчке ријечи "διάδημα" (diádēma) - "трака", односно "διαδέω" (diadéō), "обматам" или "везујем“.
- Диодот I носи дијадему
- Златна дијадема, која је вероватно направљена у Александирји и припадала птолемејидској племкињи (220–100. п. н. е.)
- Алесија Филдберг, мис Канаде 2008. године, носи дијадему која означава њену титулу
- Бронзана дијадема, Медено поље (Бања Лука), позно бронзано доба, Музеј Републике Српске